# A Daughter of the Old South
A Daughter of the Old South er en amerikansk stumfilm fra 1918 af Émile Chautard.

## Medvirkende
- Pauline Frederick som Dolores Jardine
- Pedro de Cordoba som Pedro de Alvarez
- Vera Beresford som Lillian Hetherington
- Rex McDougall som Richard Ferris
- Mrs. T. Randolph